# Heliocereus schrankii
Heliocereus schrankii là một loài thực vật có hoa trong họ Cactaceae. Loài này được (Zucc. ex Seitz) Britton & Rose mô tả khoa học đầu tiên năm 1909.